# 卜公碼頭

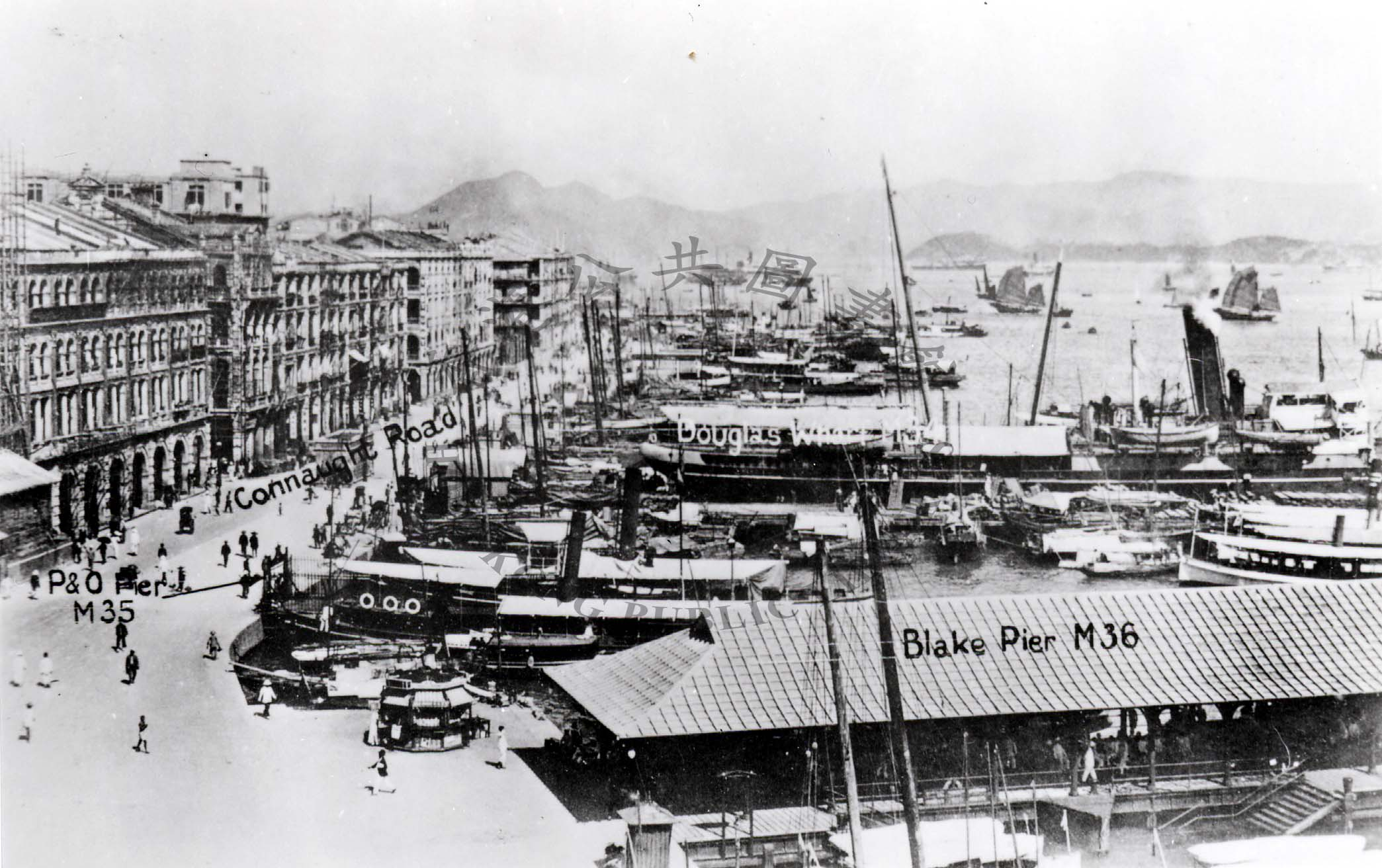
1930年代中環干諾道：
由前至後可見第一代卜公碼頭、鐵行碼頭和德忌利士碼頭

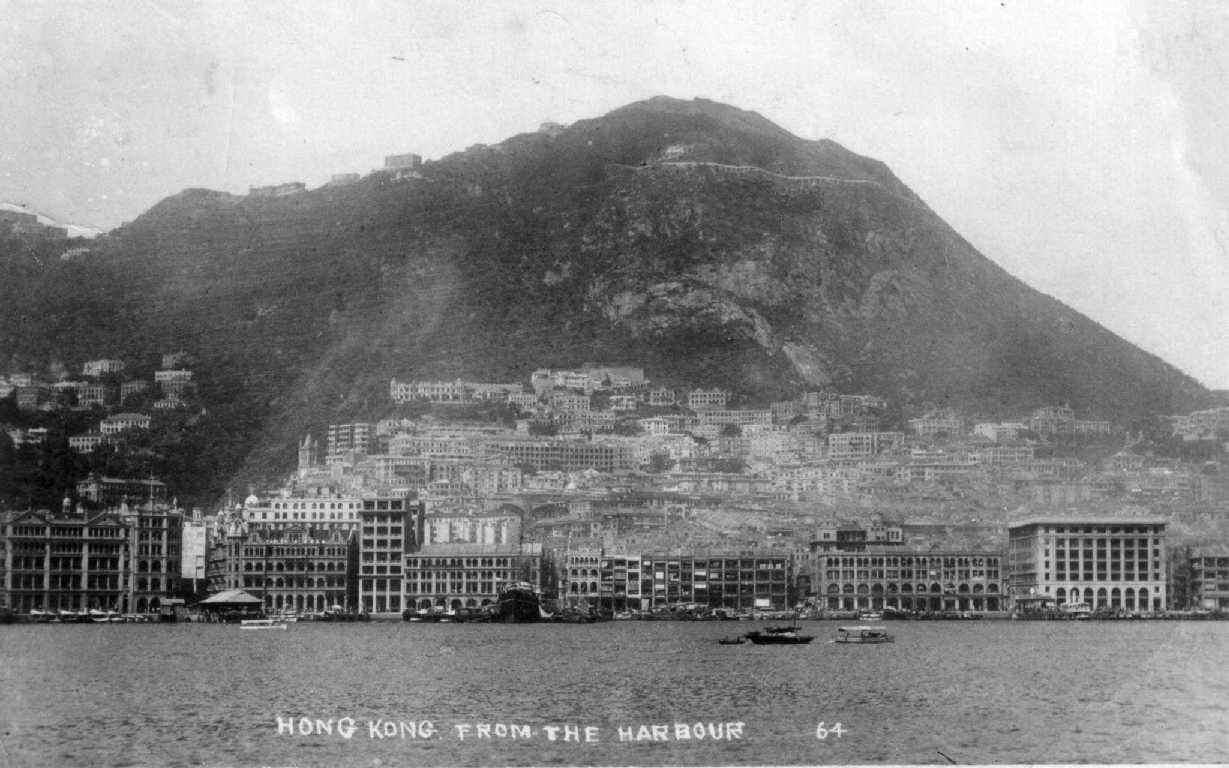
1920年代的中環海徬，最左方碼頭為卜公碼頭

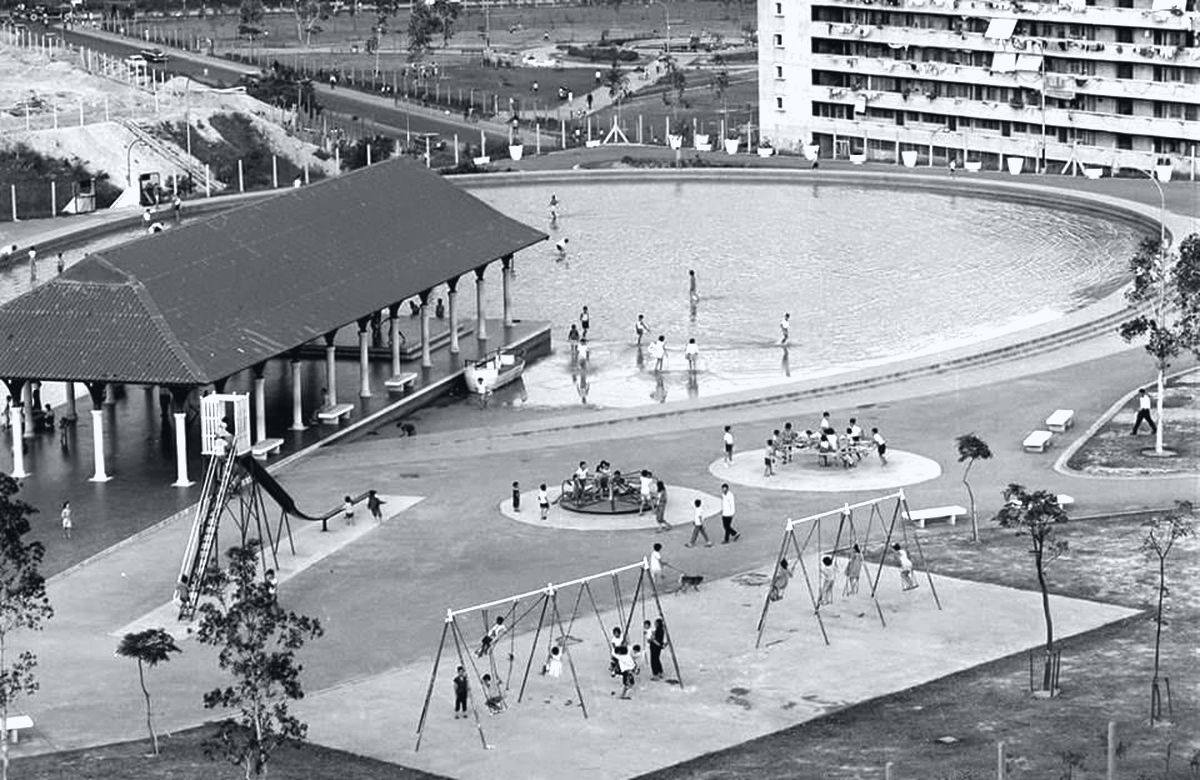
位於摩士四號公園的第一代卜公碼頭上蓋（左）

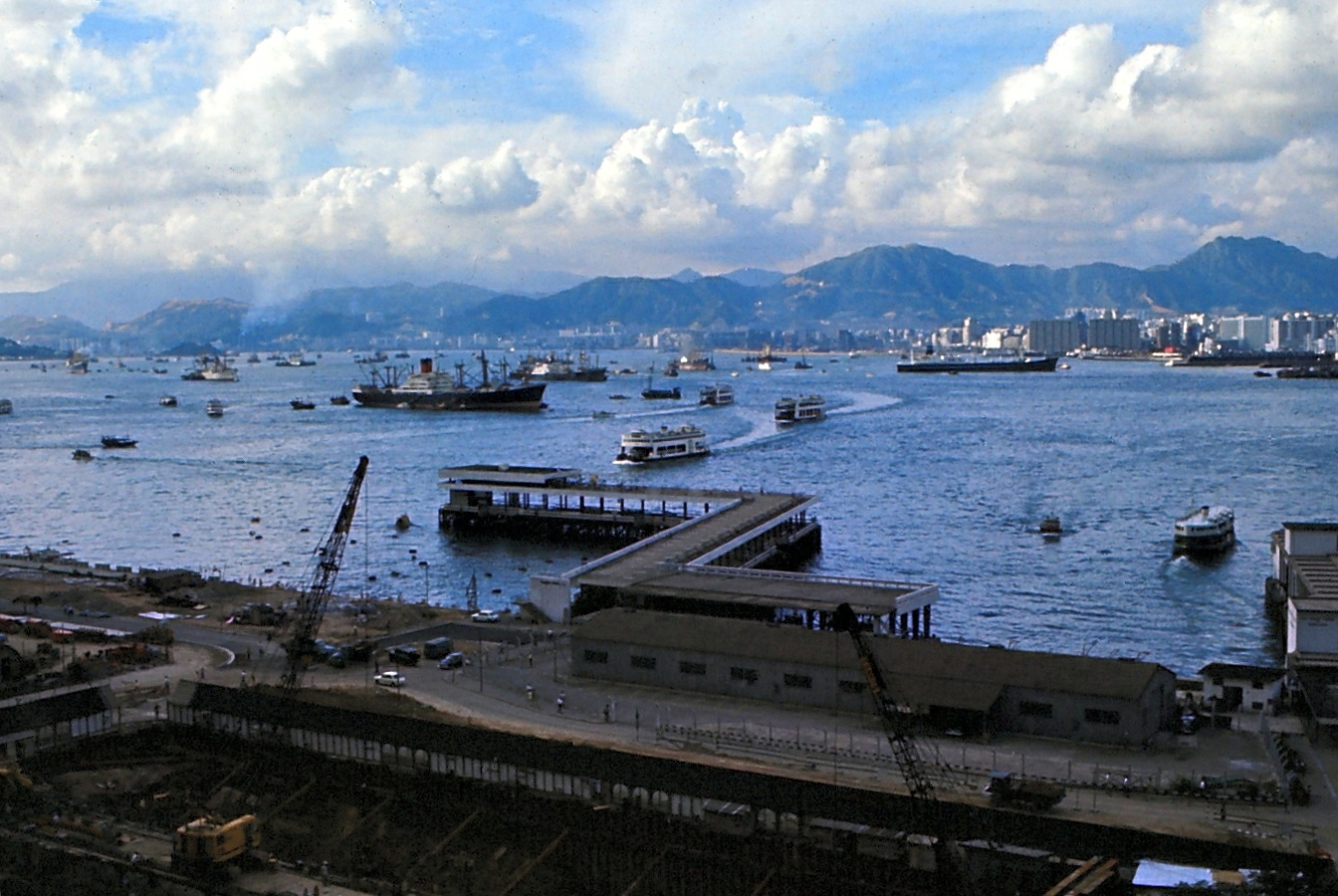
1971年第二代卜公碼頭，圖前方為康樂大廈地盤

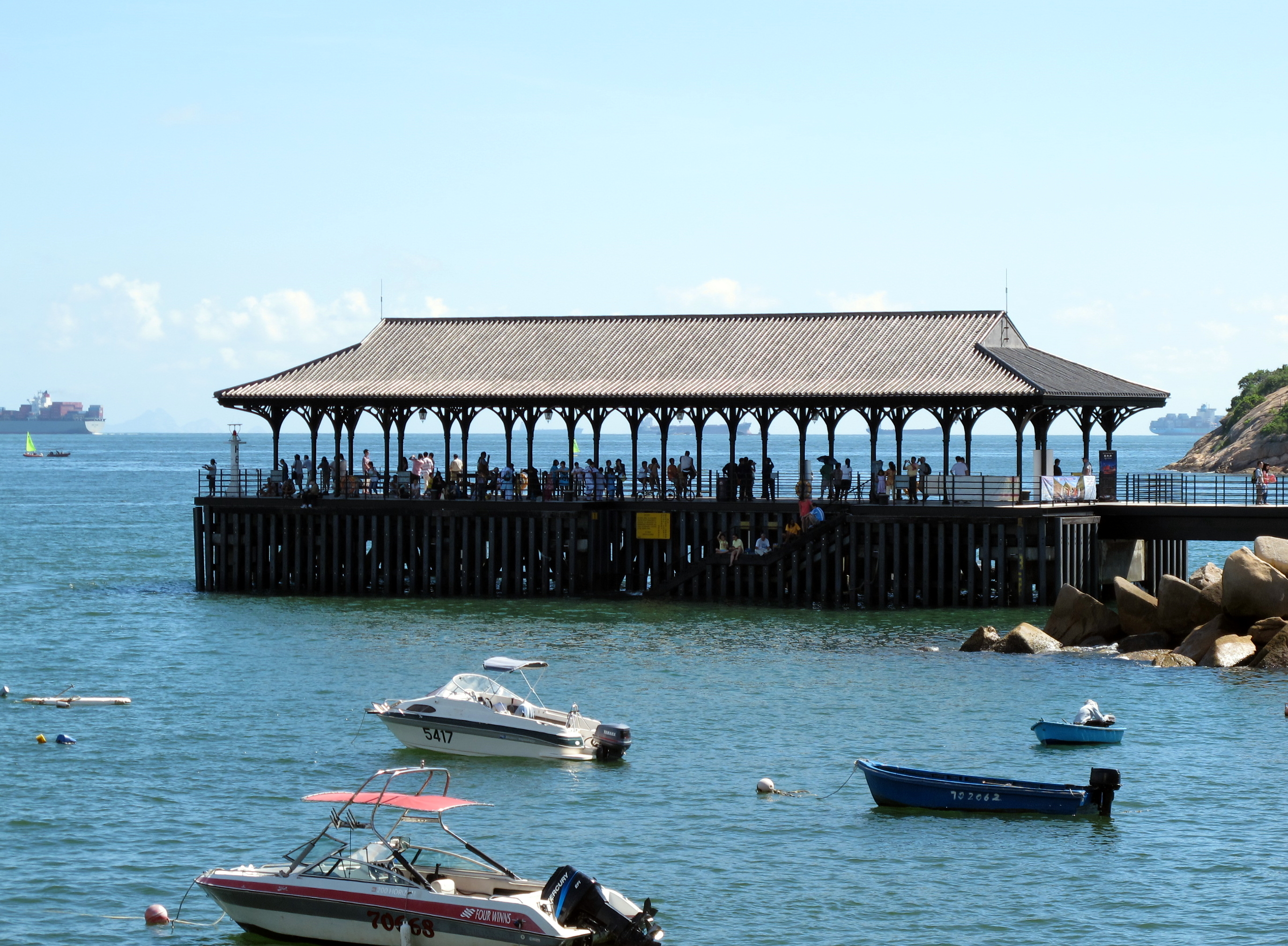
赤柱卜公碼頭

卜公碼頭，是原位於香港中環的一個渡輪碼頭，名稱取自香港第十二任總督卜力爵士。

## 第一代碼頭

### 落成
卜公碼頭前身是畢打碼頭（位於畢打街盡頭的碼頭），今畢打街及干諾道中交界，1861年興建於仁大廈（原址今遮打大廈），由於配合中環填海工程，需建成新碼頭，卜公碼頭於1900年12月29日落成，並由第十二任港督卜力主持開幕禮，並正式起名為卜公碼頭（Blake Pier）。

### 加建上蓋
早期的卜公碼頭並沒有上蓋，在立法局議員的要求下，政府於1903年加建了臨時的草棚蓋，但因日久失修，當局於1909年從英國引進鋼製篷頂，當時全球的鋼結構工程科技仍屬萌芽階段，整個鋼結構工程的設計、生產和裝置均由英國引進，是香港首座在採用低炭鋼鐵結構件的建築物。
由卜公碼頭在1900年落成至1925年期間，一直由香港總督及其他政要往返港島時使用，並且用作舉行歡迎或送別儀式，直到1925年被新落成的皇后碼頭取代。碼頭被用作曾接待清朝醇親王載灃、中華民國國父孫中山、英國亞打王子、威爾斯親王愛德華皇子（後來的愛德華八世）、港督彌敦、盧押、梅利等顯要。

### 拆卸及重建
第一代碼頭於1965年5月13日拆卸，上蓋隨後轉移至摩士四號公園的露天圓形劇場。2006年末該上蓋再次轉移至赤柱美利樓旁，重新裝上按原卜公碼頭樣式興建的新碼頭，名為赤柱卜公碼頭。

## 第二代碼頭
第二代卜公碼頭於1965年5月15日啟用，全長五百八十呎，建築費約二百萬港元，其上蓋建有花園，是當時中環少數綠化地帶之一。
該碼頭1993年拆卸，而原址進行中區填海計劃第1期，渡輪服務則移往中環碼頭。

## 軼事
根據香港歷史學者鄭寶鴻指出，香港第一個固定的報紙檔就是位於中環第一代卜公碼頭旁邊，呈八角形設計。

## 過往渡輪服務
- 中環至觀塘
- 中環至屯門
- 中環至太古城
- 中環至大嶼山愉景灣
- 中環至尖東飛翔船服務